# Liste des évêques de Macerata
Cette liste recense les évêques qui se sont succédé sur le siège de Macerata fondé en 1320 et comprend le territoire du diocèse de Recanati jusqu'en 1516. En 1356 le diocèse de Recanati est uni aeque principaliter avec le diocèse de Macerata. De 1516 à 1571 les deux diocèses sont divisés. De 1571 à 1586 le diocèse  de Recanati est uni de nouveau  avec le diocèse de Macerata dans le diocèse de Recanati et Macerata.  À partir de 1586 le diocèse est uni avec le diocèse de Tolentino dans le diocèse de Macerata-Tolentino. En 1985, par le décret Quo aptius de la congrégation pour les évêques les sièges de Macerata, Tolentino, Recanati, Cingoli et Treia sont unis aeque principaliter. Le 30 septembre 1986, avec le décret Instantibus votis de la même congrégation pour les évêques, l'union plénière des cinq diocèses est établie et le nouveau district ecclésiastique prend le nom actuel de diocèse de Macerata-Tolentino-Recanati-Cingoli-Treia.

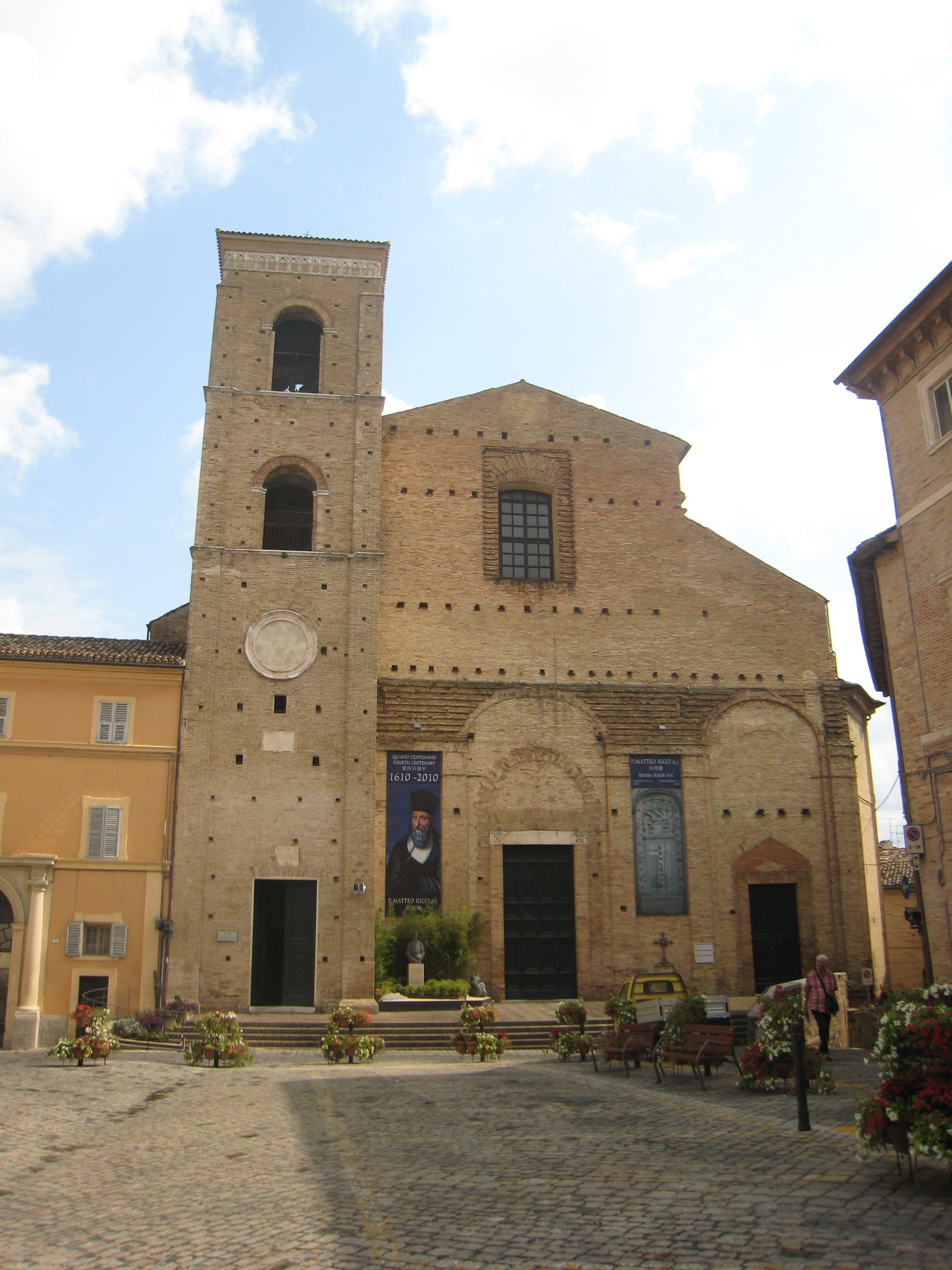
Cathédrale de Macerata.

## Évêques de Macerata
- Frédéric (1320–1323) nommé évêque de Senigallia
- Bienheureux Pietro Mulucci, O.F.M (1323–1347)
- Guido da Riparia (1347–1348) nommé évêque de Massa Marittima
- Nicolò da San Martino, O.P (1349–1356) nommé évêque Macerata et Recanati

## Évêques de Macerata et Recanati
- Nicolò da San Martino, O.P (1356-1369)
- Oliviero da Verona (1369–1374) nommé évêque de Ceneda
- Bartolomeo Zambrosi 1374–1383)
  - Paolo (1382- ?) antiévêque
- Niccolò Vanni (1383- ?)
- Angelo Cino (1385–1409)
  - Angelo Baglioni (1409-1412)
  - Nicola, O.E.S.A (1412-1415) antiévêque
- Angelo Correr (1415–1417) nommé évêque de Chieti
- Marino di Tocco (1418–1429)
- Benedetto Guidalotti (1429–1429)
- Giovanni Maria Vitelleschi (1431–1435) nommé archevêque de Florence
- Tomaso Tomassini, O.P (1435–1440) nommé évêque de Feltre et Belluno
- Nicolò dall’Aste (1440–1460)
- Pietro Giorgi (1460-1469)
  - Francesco Morosini (1470-1470) administrateur apostolique
- Andrea de’ Pili (1471–1476)
- Girolamo Basso della Rovere (1476–1507)
- Teseo de Cuppis (1507–1528)
  - Giovanni Domenico de Cupis (1528-1535) administrateur apostolique
  - évêques du seul siège de Macerata (1516-1571) :
  - Giovanni Leclerc (1535-1545)
  - Filippo Riccabella (1546-1553) nommé évêque de Recanati
  - Gerolamo Melchiorri (1553-1571) nommé évêque de Macerata et Recanati
- Gerolamo Melchiorri (1571-1573)
- Galeazzo Moroni (1573-1586) nommé évêque de Macerata et Tolentino

## Évêques de Macerata-Tolentino
- Galeazzo Morone (1586-1613)
- Felice  Centini O.F.M.Conv (1613–1641)
- Papirio Silvestri (1642–1659)
- Francesco Cini (1659–1684)
- Fabrizio Paolucci (1685–1698) nommé archevêque, à titre personnel, de Ferrare
- Alessandro Varano (1698–1735)
- Ignazio Stelluti (1735–1756)
- Carlo Augusto Peruzzini, B. (1756–1777)
- Domenico Spinucci (1777–1796) nommé archevêque de Bénévent
- Alessandro Alessandretti (1796–1800)
- St. Vincent-Marie Strambi, C.P (1801–1823)
- Francesco Ansaldo Teloni (1824–1846)
- Luigi Clementi (1846–1851) nommé archevêque de Damas
- Amadio Zangari (1851–1864)

- - Siège vacant (1864-1867)

- Gaetano Franceschini (1867–1881)
- Sebastiano Galeati (1881–1887) nommé archevêque de Ravenne
- Roberto Papiri (1888–1895) nommé archevêque de Fermo
- Giambattista Ricci (1895–1902) nommé évêque de Jesi
- Raniero Sarnari (1902–1916)
- Romolo Molaroni (1916–1919)
- Domenico Pasi (1919–1923)
- Luigi Ferretti (1924–1934)
- Domenico Argnani (1935–1947)
- Silvio Cassullo (1948–1968)
- Ersilio Tonini (1969–1975) nommé archevêque de Ravenne de Cervia
- Francesco Tarcisio Carboni (1976–1986) nommé évêque de Macerata, Tolentino, Recanati, Cingoli et Treia

## Évêques de Macerata-Tolentino-Recanati-Cingoli
- Francesco Tarcisio Carboni (1976–1986)
- Luigi Conti (it) (1996–2006) nommé archevêque de Fermo
- Claudio Giuliodori (2007–2013) nommé assistant ecclésiastique général Université catholique du Sacré-Cœur
- Nazzareno Marconi (2014- )

### Article lié
- Liste des évêques de Recanati